# West Dublin/Pleasanton (BART)
West Dublin/Pleasanton es una estación en la línea Dublin/Pleasanton–Daly City del BART, administrada por la Distrito de Transporte Rápido del Área de la Bahía. La estación se encuentra localizada en 6501 Golden Gate Drive en Dublin, California. La estación West Dublin/Pleasanton fue inaugurada el 19 de febrero de 2011.

## Descripción
La estación West Dublin/Pleasanton cuenta con 1 plataforma central y 2 vías.

## Conexiones
La estación es abastecida por las siguientes conexiones de autobuses: 
- Rutas del WHEELS: Tri-Valley Rapid, 3, 3V, 53, 54
Tri-Delta Transit: Delta Express